# Orde van Verdienste van het Leger
De Orde van Verdienste van het Leger (Spaans: "Orden al Mérito del Ejército") is een van de militaire onderscheidingen van Venezuela. De orde wordt voor militaire verdienste toegekend. Het kleinood van deze orde van verdienste is een ovaal wit medaillon met daarop het wapen van Venezuela. Het medaillon is omkranst met gouden lauwer- en eikentakken en een rood-blauw-rode ring. Men draagt het kleinood aan een blauw lint met drie rode strepen.